# Salvatore Nuvoletta
(confessione fatta alla madre poco prima della sua morte)
Salvatore Nuvoletta (Marano di Napoli, 22 giugno 1962 – Marano di Napoli, 2 luglio 1982) è stato un carabiniere italiano.

## Biografia
Arruolatosi nei Carabinieri a soli 17 anni, come primo incarico fu trasferito alla caserma di Casal di Principe. Nel giugno del 1982 i carabinieri della stessa caserma furono coinvolti in un conflitto a fuoco con alcuni criminali legati alla camorra nel corso del quale restò ucciso il pregiudicato Mario Schiavone. Questo avvenimento è stato posto in relazione con il destino di Salvatore Nuvoletta, anche se quel giorno egli era assente per il turno di riposo settimanale.
Il 2 luglio 1982 si trovava nel suo paese natale e, mentre giocava con un bambino nei pressi dell'esercizio commerciale di un suo parente, fu avvicinato, chiamato per nome (per accertarsi della sua effettiva identità) ed infine ucciso da un commando di killer. Anche se l'azione dei sicari fu rapida e improvvisa, il carabiniere diede prova di eroismo e grande istinto reattivo: resosi conto di ciò che stava accadendo, non cercò la fuga, ma anzi scansò il bambino presente e si oppose inerme al commando omicida. Il bambino che grazie a questa pronta reazione del giovane carabiniere ebbe salva la vita, al tempo aveva 9 anni.
La motivazione di questo agguato rimase a lungo sconosciuta, finché da confessioni successivamente rese dal pentito Carmine Schiavone si seppe che esso fu diretta conseguenza dell'uccisione di Mario Schiavone. L'omicidio fu un vero e proprio atto di ritorsione decisa dal cartello camorristico di Casal di Principe, allora retto da Antonio Bardellino. 
Salvatore Nuvoletta per la sua giovane età risultò il bersaglio più semplice e meno protetto. Per commettere l'atto i casalesi di Bardellino chiesero il benestare della famiglia camorristica di Marano di Napoli, il Clan Nuvoletta, che fornì anche gli uomini ed il supporto logistico necessario.

## Memoria
Alla memoria di Salvatore Nuvoletta è stata assegnata la medaglia d'oro al merito civile per aver sacrificato la sua vita per contrastare la criminalità organizzata. Inoltre fu lodato dal Comando Generale dell'Arma dei Carabinieri.
Il 12 settembre 2009 a Casal di Principe è stato inaugurato e dedicato a Salvatore Nuvoletta un centro sportivo polivalente, confiscato a Francesco Schiavone e il 7 maggio 2011 gli viene intitolato lo stadio comunale di Marano di Napoli.
Il 3 Febbraio del 2015, il sindaco di Marano di Napoli ha consegnato alla famiglia del carabiniere le chiavi di un bene confiscato alla Camorra, in via Marano-Quarto n°43. Si tratta di un terreno agricolo di circa 2800 mq coltivato e un vigneto di 6000 mq, sul quale è stata creata la cooperativa sociale "NUVOLETTA PER SALVATORE", gestita dal nipote Manuel Nuvoletta e dai fratelli del Carabiniere ucciso nel 1982. Questa fattoria sociale, nata grazie al Consorzio S.O.L.E, ad oggi è una realtà sul territorio che collabora con l'Ufficio delle Politiche Sociali del Comune di Marano donando parte dei prodotti coltivati alle famiglie che versano in difficoltà.
Il 27 febbraio 2016 si è svolta la cerimonia di intitolazione della Sezione della Associazione nazionale carabinieri di Giugliano in Campania alla memoria dell'Appuntato Salvatore Nuvoletta alla presenza di autorità militari, civili e religiose tra le quali il Generale di corpo d'armata Franco Mottola.
Salvatore Nuvoletta è ricordato ogni anno il 21 marzo nella Giornata della Memoria e dell'Impegno di Libera, la rete di associazioni contro le mafie, che in questa data legge il lungo elenco dei nomi delle vittime di mafia e fenomeni mafiosi.
Il 24 Novembre 2018, la piazza antistante la Caserma Comando Stazione Carabinieri, di Trezzano Sul Naviglio (Mi), dove è situato il monumento agli Eroi di Pace, è stata intitolata all'Appuntato Salvatore Nuvoletta.
Il 10 ottobre 2019 a Casal di Principe è stata inaugurata la scuola dell'infanzia "Salvatore Nuvoletta", edificata su un terreno sequestrato alla camorra, di oltre 1700 metri quadri. Il giorno dell'inaugurazione erano presenti oltre ai fratelli del Decorato, il sindaco e le cariche politiche locali, magistrati e rappresentati dell'Arma dei Carabinieri, il Dirigente Scolastico, docenti e alunni.